# Bourboulenc

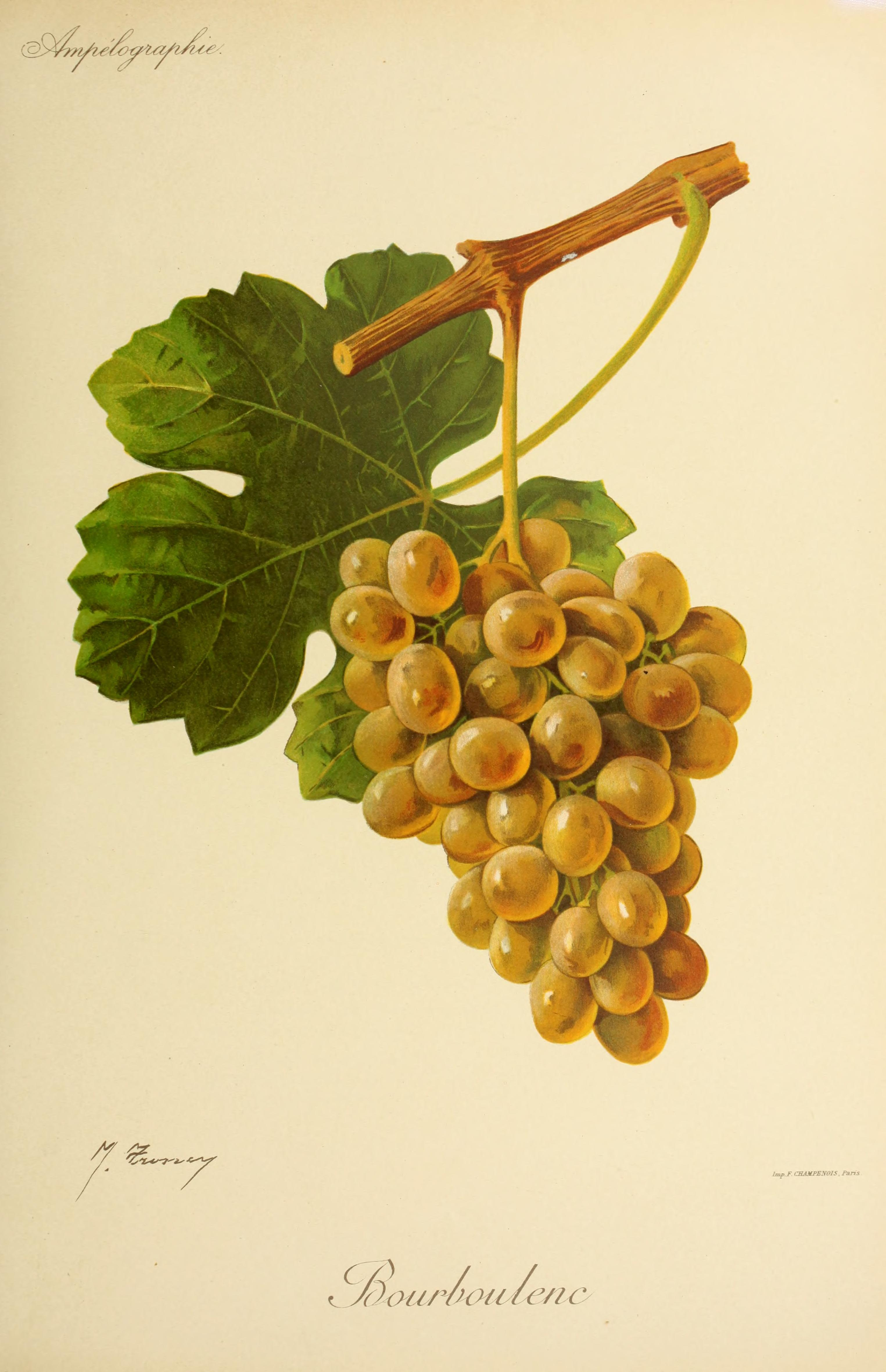
Bourboulenc im Buch von Viala & Vermorel

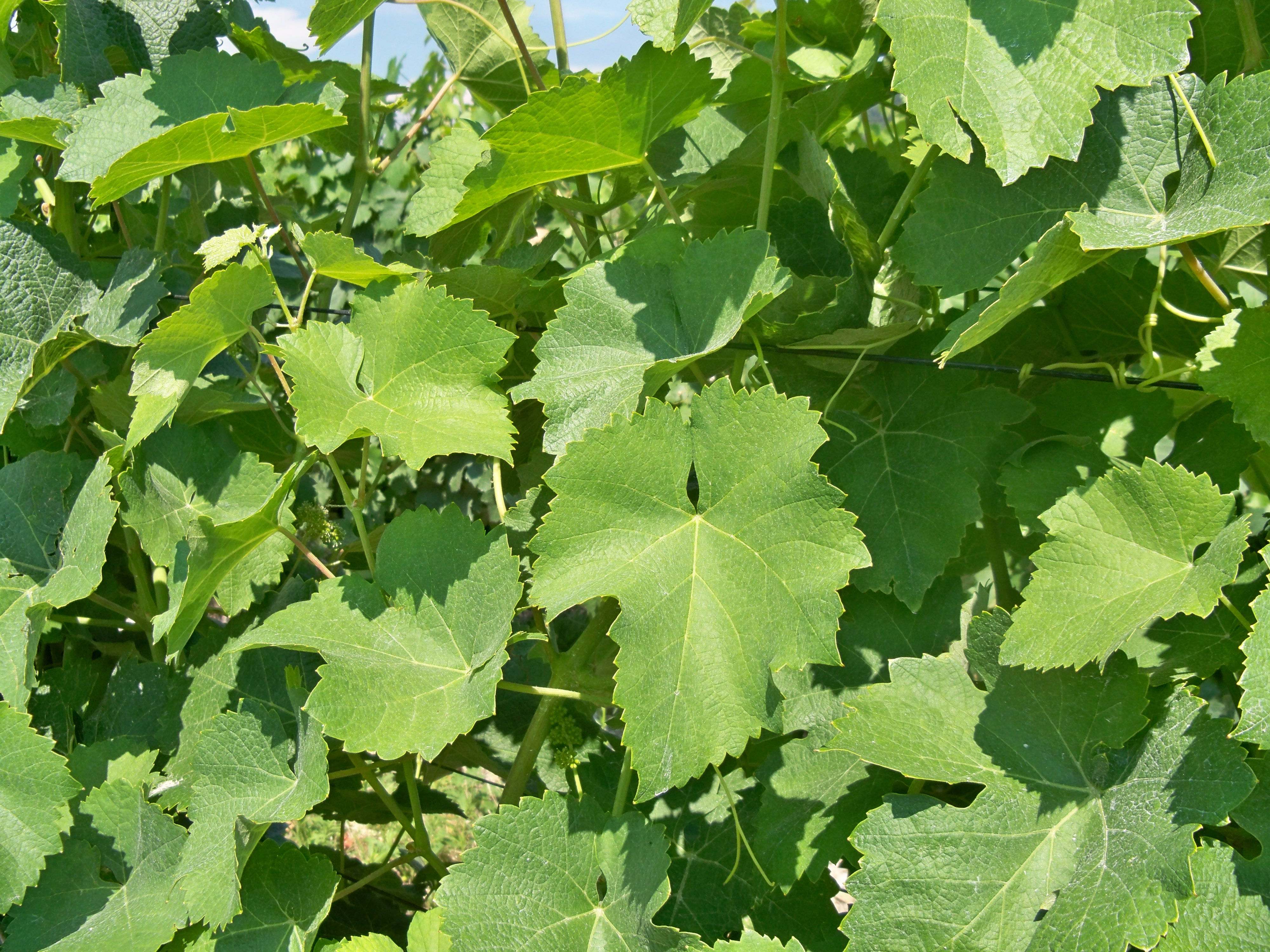
Die Blätter der Rebsorte Bourboulenc

Bourboulenc ist eine alte Weißweinsorte. Sie wird in Südfrankreich seit Jahrhunderten angebaut, besonders in der Provence, dem südlichen Rhônetal und dem Languedoc. Sie ist relativ selten, weil sie als sehr spät reifende Sorte nur in guten Jahren zuverlässig reif wird, und wird fast nur als Verschnitt genutzt. Sie ist als eine der dreizehn zugelassenen Sorten im Châteauneuf-du-Pape enthalten und wird zugegeben, um dem Wein mehr Säure und Frische zu geben. Einzig in den charaktervollen Weißweinen von La Clape (einem Gebiet bei Narbonne im Languedoc) wird  sie als vorherrschende Sorte eingesetzt. Im weißen Minervois stellt Bourboulenc zusammen mit Macabeo über 50 % des Verschnitts dar, und zusammen mit Grenache Blanc herrschen diese beiden Traubensorten auch im Corbières Blanc vor. Darüber hinaus ist sie in den Herkunftsbezeichnungen Saint-Chinian, Faugères, Costières de Nîmes, Bandol, Coteaux d’Aix-en-Provence, Coteaux du Tricastin, Côtes du Luberon, Côtes du Ventoux, Côtes du Rhône, Côtes du Rhône Villages, Vacqueyras, Tavel und Lirac zugelassen. In Frankreich wurde eine Rebfläche von 622 Hektar erhoben (Stand 2007)
Die Traube stammte vermutlich ursprünglich aus Griechenland. Kleinere Anpflanzungen sind auch in Argentinien bekannt. Trotz ähnlich lautender Synonyme ist die Sorte Bourboulenc nicht mit der Rebsorte Clairette Blanche verwandt.
Siehe auch die Artikel Weinbau in Frankreich, Weinbau in Argentinien und Weinbau in Griechenland sowie die Liste von Rebsorten.

## Synonyme
Bourboulenc ist auch unter den Namen Berlou blanc, Blanquette, Blanquette du Frontonnais, Blanquette du Gard, Blanquette menue, Bourbojlanc, Bourboulenco, Bourbouleng, Bourboulenque, Bourbounenco, Burbulen,  Clairette à grains ronds, Clairette blanche, Clairette dorée, Clairette dorée à Paulhan, Clairette grosse, Clairette rousse, Clairette rousse du Var, Doucillon, Frappad, Grosse Clairette, Malvoisie, Malvoisie du Languedoc, Mourterille, Ondenc, Picardan, Roussaou, Roussette und Roussette du Vaucluse bekannt.